# Sophia Isberg

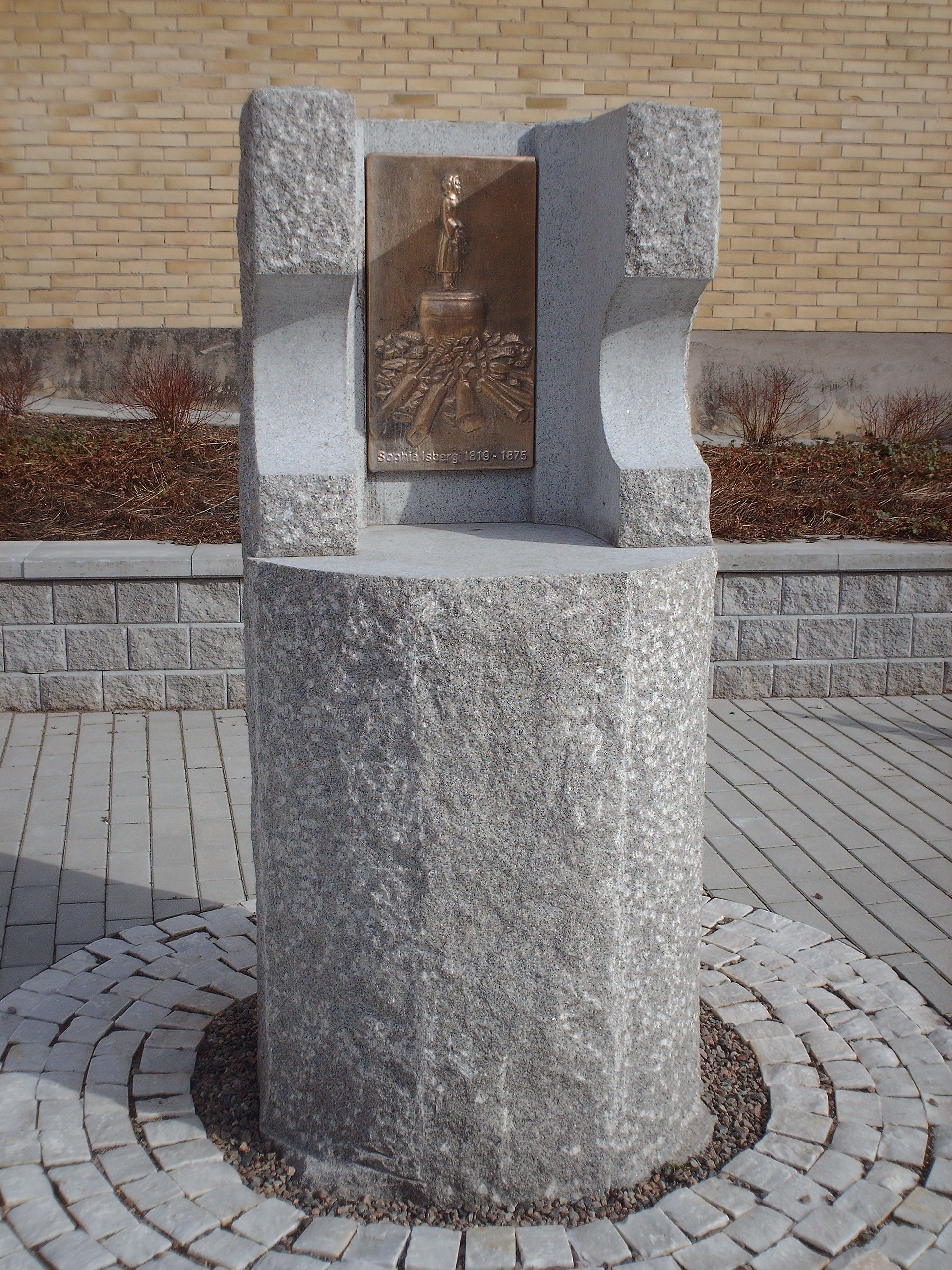
Gedenkstein an Sophia Isbergs Wohnort

Helena Sophia Isberg (* 1819 im Norden Smålands; † 28. Februar 1875 in Motala) war eine schwedische Holzschnitzerin.
Sophia Isberg zog 1840 zusammen mit ihrer Familie in eine kleine Kate im Zentrum von Motala, wo sie zusammen mit ihrem Bruder bis zum Lebensende wohnte. Unterrichtet wurde sie von ihrem Vater, der ihr Drechseln und Schnitzen beibrachte. Ihre Inspirationen fand sie in der Umgebung und möglicherweise in Zeitschriften. Isberg bearbeitete hauptsächlich Birkenholz und in Ausnahmefällen Elfenbein.
Mehrere Werke wurden 1847 in Stockholm ausgestellt und sie wurde eingeladen in die Hauptstadt zu ziehen. Der Bildhauer Carl Gustaf Qvarnström erbot ihr ein Stipendium für die Königliche Kunstakademie und Königin Joséphine wollte sie mit monatlich 200 Reichstalern unterstützen, doch Sophia blieb in Motala. Weitere beachtete Ausstellungen hatte sie 1862 in London, 1865 in Paris und 1875 in Wien.
Sophie Isbergs Grab liegt auf dem großen Friedhof in Motala. Die größte Sammlung ihrer Werke ist im Heimatmuseum von Motala zu sehen, das sich im Schloss Charlottenborg befindet.